# Kyska Susanna

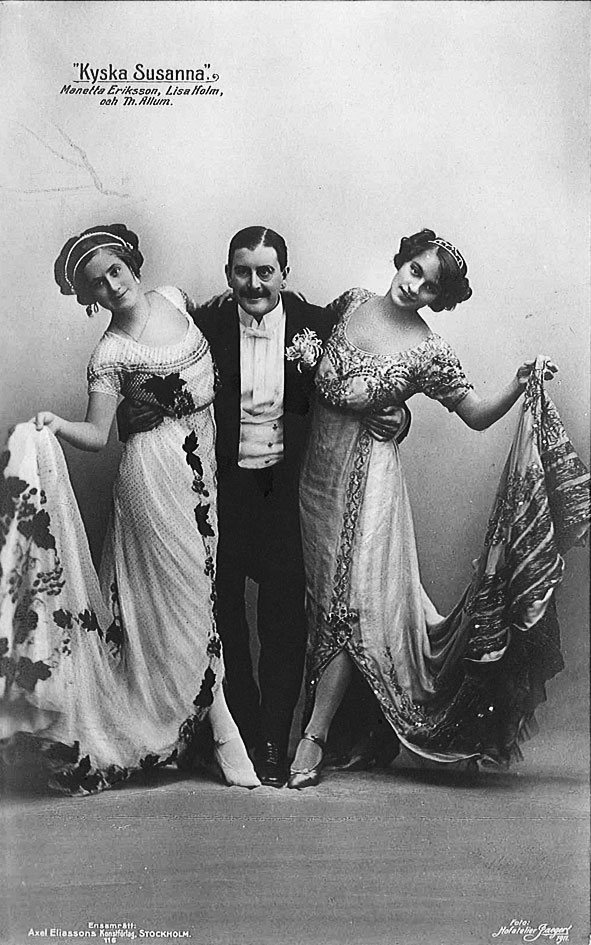
Manetta Ryberg, Thorleif Allum och Lisa Holm i den första svenska uppsättningen av Kyska Susanna 1911. Vykort efter foto från Hofatelier Jaeger.

Kyska Susanna (tysk originaltitel: Die keusche Susanne) är en tysk operett i tre akter med musik av Jean Gilbert och med libretto av Georg Okonkowski. Den är baserad på den franska farsen Fils à Papa av Antony Mars och Maurice Desvallières. Svensk översättning av Nalle Halldén. Titeln alluderar på den bibliska historien om Susanna i badet.

## Historia
1907 spelades den franska farsen Fils à Papa i  Berlin med måttlig framgång. Men librettisten Okonkowski ansåg att historien om den respektable baronen som avslöjas på Moulin Rouge skulle bli ett bra operettämne för Gilberts kommande operett. Kyska Susanna hade sin urpremiär i Magdeburg den 26 februari 1910. Den har översatts till ett flertal andra språk och också filmatiserats i flera olika länder, den första gången i Tyskland 1926. 
Den spelades i Wien (på Carltheater den 18 mars 1911), London (med titeln The Girl in the Taxi, på Lyric den 5 september 1912) och New York (med titeln Modest Suzanne, på Liberty den 29 mars 1913) med stor framgång, förutom i New York. 1913 sattes den upp i Paris och Lyon med titeln La chaste Suzanne. Den var även populär i Sydamerika, där den framfördes på italienska (La casta Susana) och på spanska (La chasta Suzanna).
1953 gjorde kompositörens son Robert Gilbert en bearbetning av faderns operett och ändrade bland annat handlingen så den utspelades i Berlin i stället för Paris, samt infogade en del sångnummer från faderns mindre lyckade verk: Ja, das haben die Mädchen so gerne, Puppchen, du bist mein Augenstern,  Wenn der Vater mit dem Sohne abends auf den Bummel geht och valsen Wenn die Füßchen sich heben und schweben.

### Svenska uppsättningar
I Sverige sattes den upp första gången den 15 september 1911 på Oscarsteatern med Emma Meissner i rollen som Susanna och med Thorleif Allum, Oskar Textorius och Axel Ringvall i de ledande rollerna. Operetten sattes även upp av Albert Ranfts ambulerande lyriska sällskap 1911 och ånyo på Oscarsteatern 1912-13, 1919 och 1921.

## Personer
| Roller                                          | Röststämma  | Premiärbesättning 26 februari 1910 (Dirigent: Jean Gilbert) |
| ----------------------------------------------- | ----------- | ----------------------------------------------------------- |
| Susanne Fleuron                                 | sopran      |                                                             |
| Fleuron, en parfymerare, Susannes make          | baryton     |                                                             |
| René Wildhagen                                  | tenor       |                                                             |
| Baron Conrad von Felseneck                      | bas         |                                                             |
| Clementine von Felseneck, hans fru              | kontraalt   |                                                             |
| Pauline von Felseneck, deras dotter             | sopran      |                                                             |
| Paul von Felseneck, deras son                   | tenor       |                                                             |
| Professor Hintzmeyer                            | baryton     |                                                             |
| Frau Rosa, hans fru                             | mezzosopran |                                                             |
| Krause, hovmästare på Palais de Danse           | barton      |                                                             |
| Polis                                           | baryton     |                                                             |
| En servitris                                    | sopran      |                                                             |
| Professorer, studenter, poliser, balgäster etc. |             |                                                             |

## Handling
Akt I
I samband med att blivit adlad organiserar Baron Conrad von Felseneck en fest i sin villa. Hans fru är ordförande för den lokala Sedlighetsföreningen, vilken har gjort moralisk disciplin till sitt motto. Dygdpriset som doneras av föreningen delas ut för första gången idag. Valet föll på Susanne Fleuron, som kommit från Eisenach med sin man. Priset är associerat med hedersnamnet "Den kyska Susanna". Egentligen uppfyller inte pristagaren de krav som stadgarna i föreningen kräver av henne; ty Susanne är en väldigt levnadsglad kvinna och låter ingenting gå förlorat vad gäller förälskelser.
Felseneck-parets barn, som just har kommit ur puberteten, är också mycket avogt inställda till sina föräldrars moraliska beteende. Pauline har i hemlighet förlovat sig med René Wildhagen, och hennes bror Paul är angelägen om att få första praktiska erfarenheter med kvinnor. René tar tillfället i akt och ber baronen om dotterns hand. Felseneck känner emellertid alltför väl för den unga livliga och avvisar honom. De älskande ska se till att Felseneck kommer att godkänna förlovningen.
René tvekar inte länge för att genomföra sin plan. Han ser till att en dam ger Felseneck inbjudan till "Palais de Dance". Baronen är ingen främling där, i hemlighet har han tillbringat många timmar i denna anläggning. I slutet av festen smyger han ut ur huset. Strax efter följer de andra gästerna honom. Endast ordföranden för Sedlighetsföreningen är kvar i villan.
Akt II
På nattklubben "Palais de Dance" identifierar Felseneck snart en Lady Rosa som avsändare av det olycksbådande brevet och började genast uppvakta henne. Den gamla rumlaren har ingen aning om att hon är hustru till hans vän Hintz Meyer och tidigare under en viss period arbetat på nattklubben. Susanne Fleuron ger pojken Felseneck en lektion i konsten att förföra. René fångar naturligtvis sin framtida svärfar i en obekväm position och tvingar därmed sitt samtycke till att gifta sig med sin dotter. Hovmästaren Krause tystas med pengar.
Akt III
Nästa dag träffas alla inblandade igen i Felsenecks villa. Var och en försäkrar varandra att deras besök i ”Palais de Dance” endast var för studieändamål, så att de då kunde vidta bättre åtgärder mot synden. Så bevaras anseendet. Men när sällskapet märker att von Felseneck har anställt en ny butler och detta visar sig vara den tidigare servitören från "Palais de Dance", känner sig vissa av dem fortfarande skyldiga. Spänningen är emellertid ogrundad, för Krause har lärt sig under sina många års tjänst att det bara är en fördel för honom att utöva diskretion.

## Bilder

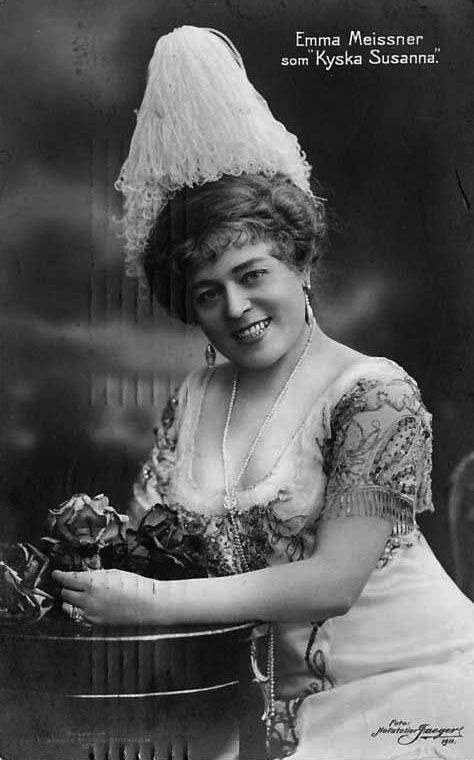
Emma Meissner som Susanna på Oscarsteatern 1911.